# Lista över fornlämningar i Södertälje kommun (Ytterenhörna)
Lista över fornlämningar i Södertälje kommun (Ytterenhörna) är en förteckning av ett urval av de fornlämningar som finns i Ytterenhörna i Södertälje kommun.
| Namn                               | Lämningstyp                      | Tillkomsttid | Historisk indelning        | Plats              | Läge                 | ID-nr          | Bild                                      |
| ---------------------------------- | -------------------------------- | ------------ | -------------------------- | ------------------ | -------------------- | -------------- | ----------------------------------------- |
| Ytterenhörna 1:1                   | Stensättning                     |              | Ytterenhörna, Södermanland |                    | 59.232439, 17.445313 | 10011800010001 | Ladda upp en bild av detta fornminne      |
| Ytterenhörna 2:1                   | Fornborg                         |              | Ytterenhörna, Södermanland |                    | 59.260403, 17.558046 | 10011800020001 | Ladda upp en bild av detta fornminne      |
| Ytterenhörna 8:1                   | Gravfält                         |              | Ytterenhörna, Södermanland |                    | 59.251470, 17.430391 | 10011800080001 | Ladda upp en bild av detta fornminne      |
| Ytterenhörna 9:1                   | Gravfält                         |              | Ytterenhörna, Södermanland |                    | 59.254088, 17.435765 | 10011800090001 | Ladda upp en bild av detta fornminne      |
| Ytterenhörna 11:1                  | Stensättning                     |              | Ytterenhörna, Södermanland |                    | 59.252967, 17.443854 | 10011800110001 | Ladda upp en bild av detta fornminne      |
| Ytterenhörna 11:2                  | Hög                              |              | Ytterenhörna, Södermanland |                    | 59.253093, 17.443789 | 10011800110002 | Ladda upp en bild av detta fornminne      |
| Ytterenhörna 11:3                  | Stensättning                     |              | Ytterenhörna, Södermanland |                    | 59.253005, 17.443663 | 10011800110003 | Ladda upp en bild av detta fornminne      |
| Ytterenhörna 12:1                  | Stensättning                     |              | Ytterenhörna, Södermanland |                    | 59.254431, 17.442915 | 10011800120001 | Ladda upp en bild av detta fornminne      |
| Ytterenhörna 14:1                  | Gravfält                         |              | Ytterenhörna, Södermanland |                    | 59.255693, 17.429171 | 10011800140001 | Ladda upp en bild av detta fornminne      |
| Ytterenhörna 15:1                  | Gravfält                         |              | Ytterenhörna, Södermanland |                    | 59.252740, 17.431492 | 10011800150001 | Ladda upp en bild av detta fornminne      |
| Ytterenhörna 18:1                  | Gravfält                         |              | Ytterenhörna, Södermanland |                    | 59.259455, 17.446901 | 10011800180001 | Ladda upp en bild av detta fornminne      |
| Ytterenhörna 20:1                  | Gravfält                         |              | Ytterenhörna, Södermanland |                    | 59.262448, 17.439815 | 10011800200001 | Ladda upp en bild av detta fornminne      |
| Ytterenhörna 21:1                  | Hög                              |              | Ytterenhörna, Södermanland |                    | 59.261308, 17.439197 | 10011800210001 | Ladda upp en bild av detta fornminne      |
| Ytterenhörna 22:1                  | Gravfält                         |              | Ytterenhörna, Södermanland |                    | 59.261466, 17.428529 | 10011800220001 | Ladda upp en bild av detta fornminne      |
| Ytterenhörna 25:1                  | Stensättning                     |              | Ytterenhörna, Södermanland |                    | 59.261963, 17.435304 | 10011800250001 | Ladda upp en bild av detta fornminne      |
| Ytterenhörna 25:2                  | Stensättning                     |              | Ytterenhörna, Södermanland |                    | 59.261871, 17.435493 | 10011800250002 | Ladda upp en bild av detta fornminne      |
| Ytterenhörna 25:3                  | Stensättning                     |              | Ytterenhörna, Södermanland |                    | 59.261781, 17.435489 | 10011800250003 | Ladda upp en bild av detta fornminne      |
| Ytterenhörna 33:1                  | Stensättning                     |              | Ytterenhörna, Södermanland |                    | 59.260140, 17.446883 | 10011800330001 | Ladda upp en bild av detta fornminne      |
| Ytterenhörna 34:1                  | Hög                              |              | Ytterenhörna, Södermanland |                    | 59.262090, 17.431891 | 10011800340001 | Ladda upp en bild av detta fornminne      |
| Ytterenhörna 35:1                  | Hög                              |              | Ytterenhörna, Södermanland |                    | 59.250895, 17.398093 | 10011800350001 | Ladda upp en bild av detta fornminne      |
| Ytterenhörna 36:1                  | Hög                              |              | Ytterenhörna, Södermanland |                    | 59.254398, 17.395252 | 10011800360001 | Ladda upp en bild av detta fornminne      |
| Ytterenhörna 37:1                  | Hällristning                     |              | Ytterenhörna, Södermanland |                    | 59.255288, 17.395094 | 10011800370001 | Ladda upp en bild av detta fornminne      |
| Ytterenhörna 37:2                  | Hällristning                     |              | Ytterenhörna, Södermanland |                    | 59.255255, 17.395006 | 10011800370002 | Ladda upp en bild av detta fornminne      |
| Ytterenhörna 38:1                  | Hög                              |              | Ytterenhörna, Södermanland |                    | 59.256608, 17.395005 | 10011800380001 | Ladda upp en bild av detta fornminne      |
| Ytterenhörna 42:1                  | Hög                              |              | Ytterenhörna, Södermanland |                    | 59.255787, 17.468886 | 10011800420001 | Ladda upp en bild av detta fornminne      |
| Ytterenhörna 44:1                  | Gravfält                         |              | Ytterenhörna, Södermanland |                    | 59.254442, 17.455480 | 10011800440001 | Ladda upp en bild av detta fornminne      |
| Ytterenhörna 46:1                  | Gravfält                         |              | Ytterenhörna, Södermanland |                    | 59.258178, 17.458617 | 10011800460001 | Ladda upp en bild av detta fornminne      |
| Ytterenhörna 49:1                  | Stensättning                     |              | Ytterenhörna, Södermanland |                    | 59.262424, 17.469182 | 10011800490001 | Ladda upp en bild av detta fornminne      |
| Ytterenhörna 49:2                  | Stensättning                     |              | Ytterenhörna, Södermanland |                    | 59.262382, 17.468934 | 10011800490002 | Ladda upp en bild av detta fornminne      |
| Ytterenhörna 53:1                  | Hög                              |              | Ytterenhörna, Södermanland |                    | 59.270342, 17.419800 | 10011800530001 | Ladda upp en bild av detta fornminne      |
| Ytterenhörna 57:1                  | Röse                             |              | Ytterenhörna, Södermanland |                    | 59.264569, 17.453279 | 10011800570001 | Ladda upp en bild av detta fornminne      |
| Ytterenhörna 57:2                  | Stensättning                     |              | Ytterenhörna, Södermanland |                    | 59.264688, 17.453034 | 10011800570002 | Ladda upp en bild av detta fornminne      |
| Ytterenhörna 58:1                  | Gravfält                         |              | Ytterenhörna, Södermanland |                    | 59.266729, 17.452808 | 10011800580001 | Ladda upp en bild av detta fornminne      |
| Ytterenhörna 59:1                  | Gravfält                         |              | Ytterenhörna, Södermanland |                    | 59.265412, 17.446308 | 10011800590001 | Ladda upp en bild av detta fornminne      |
| Ytterenhörna 61:1                  | Stensättning                     |              | Ytterenhörna, Södermanland |                    | 59.270032, 17.457300 | 10011800610001 | Ladda upp en bild av detta fornminne      |
| Ytterenhörna 62:1                  | Gravfält                         |              | Ytterenhörna, Södermanland |                    | 59.270845, 17.457655 | 10011800620001 | Ladda upp en bild av detta fornminne      |
| Ytterenhörna 63:1                  | Gravfält                         |              | Ytterenhörna, Södermanland |                    | 59.269266, 17.457145 | 10011800630001 | Ladda upp en bild av detta fornminne      |
| Ytterenhörna 64:1                  | Fornborg                         |              | Ytterenhörna, Södermanland |                    | 59.268278, 17.461692 | 10011800640001 | Ladda upp en bild av detta fornminne      |
| Ytterenhörna 66:1                  | Stensättning                     |              | Ytterenhörna, Södermanland |                    | 59.266616, 17.464316 | 10011800660001 | Ladda upp en bild av detta fornminne      |
| Ytterenhörna 68:1                  | Hög                              |              | Ytterenhörna, Södermanland |                    | 59.257293, 17.457699 | 10011800680001 | Ladda upp en bild av detta fornminne      |
| Ytterenhörna 69:1                  | Gravfält                         |              | Ytterenhörna, Södermanland |                    | 59.269010, 17.437361 | 10011800690001 | Ladda upp en bild av detta fornminne      |
| Ytterenhörna 71:1                  | Röse                             |              | Ytterenhörna, Södermanland |                    | 59.267129, 17.484654 | 10011800710001 | Ladda upp en bild av detta fornminne      |
| Ytterenhörna 72:1                  | Gravfält                         |              | Ytterenhörna, Södermanland |                    | 59.265415, 17.451452 | 10011800720001 | Ladda upp en bild av detta fornminne      |
| Ytterenhörna 73:1                  | Gravfält                         |              | Ytterenhörna, Södermanland |                    | 59.268766, 17.434828 | 10011800730001 | Ladda upp en bild av detta fornminne      |
| Ytterenhörna 74:1                  | Röse                             |              | Ytterenhörna, Södermanland |                    | 59.263294, 17.491277 | 10011800740001 | Ladda upp en bild av detta fornminne      |
| Ytterenhörna 78:1                  | Stensättning                     |              | Ytterenhörna, Södermanland |                    | 59.279147, 17.479859 | 10011800780001 | Ladda upp en bild av detta fornminne      |
| Ytterenhörna 80:1                  | Gravfält                         |              | Ytterenhörna, Södermanland |                    | 59.260136, 17.450504 | 10011800800001 | Ladda upp en bild av detta fornminne      |
| Ytterenhörna 82:1                  | Stensättning                     |              | Ytterenhörna, Södermanland |                    | 59.252939, 17.476877 | 10011800820001 | Ladda upp en bild av detta fornminne      |
| Ytterenhörna 83:1                  | Gravfält                         |              | Ytterenhörna, Södermanland |                    | 59.253321, 17.478388 | 10011800830001 | Ladda upp en bild av detta fornminne      |
| Ytterenhörna 86:1                  | Gravfält                         |              | Ytterenhörna, Södermanland |                    | 59.258202, 17.426714 | 10011800860001 | Ladda upp en bild av detta fornminne      |
| Ytterenhörna 89:1                  | Gravfält                         |              | Ytterenhörna, Södermanland |                    | 59.252276, 17.466258 | 10011800890001 | Ladda upp en bild av detta fornminne      |
| Ytterenhörna 93:1                  | Stensättning                     |              | Ytterenhörna, Södermanland |                    | 59.260807, 17.452343 | 10011800930001 | Ladda upp en bild av detta fornminne      |
| Ytterenhörna 93:2                  | Stensättning                     |              | Ytterenhörna, Södermanland |                    | 59.260871, 17.453012 | 10011800930002 | Ladda upp en bild av detta fornminne      |
| Ytterenhörna 93:3                  | Stensättning                     |              | Ytterenhörna, Södermanland |                    | 59.260884, 17.453177 | 10011800930003 | Ladda upp en bild av detta fornminne      |
| Ytterenhörna 93:4                  | Stensättning                     |              | Ytterenhörna, Södermanland |                    | 59.260517, 17.452576 | 10011800930004 | Ladda upp en bild av detta fornminne      |
| Ytterenhörna 96:1                  | Hög                              |              | Ytterenhörna, Södermanland |                    | 59.265824, 17.447380 | 10011800960001 | Ladda upp en bild av detta fornminne      |
| Ytterenhörna 96:2                  | Stensättning                     |              | Ytterenhörna, Södermanland |                    | 59.265526, 17.447561 | 10011800960002 | Ladda upp en bild av detta fornminne      |
| Ytterenhörna 97:1                  | Hällristning                     |              | Ytterenhörna, Södermanland |                    | 59.266254, 17.453971 | 10011800970001 | Ladda upp en bild av detta fornminne      |
| Ytterenhörna 97:2                  | Hällristning                     |              | Ytterenhörna, Södermanland |                    | 59.266173, 17.454037 | 10011800970002 | Ladda upp en bild av detta fornminne      |
| Ytterenhörna 97:3                  | Hällristning                     |              | Ytterenhörna, Södermanland |                    | 59.266197, 17.454336 | 10011800970003 | Ladda upp en bild av detta fornminne      |
| Ytterenhörna 97:4                  | Hällristning                     |              | Ytterenhörna, Södermanland |                    | 59.266158, 17.454545 | 10011800970004 | Ladda upp en bild av detta fornminne      |
| Ytterenhörna 100:1                 | Hällristning                     |              | Ytterenhörna, Södermanland |                    | 59.266058, 17.451438 | 10011801000001 | Ladda upp en bild av detta fornminne      |
| Ytterenhörna 100:2                 | Hällristning                     |              | Ytterenhörna, Södermanland |                    | 59.266397, 17.450821 | 10011801000002 | Ladda upp en bild av detta fornminne      |
| Ytterenhörna 100:3                 | Hällristning                     |              | Ytterenhörna, Södermanland |                    | 59.266125, 17.451711 | 10011801000003 | Ladda upp en bild av detta fornminne      |
| Ytterenhörna 101:1                 | Stensättning                     |              | Ytterenhörna, Södermanland |                    | 59.256147, 17.490464 | 10011801010001 | Ladda upp en bild av detta fornminne      |
| Ytterenhörna 102:1                 | Röse                             |              | Ytterenhörna, Södermanland |                    | 59.255291, 17.486036 | 10011801020001 | Ladda upp en bild av detta fornminne      |
| Ytterenhörna 103:1                 | Gravfält                         |              | Ytterenhörna, Södermanland |                    | 59.255017, 17.491277 | 10011801030001 | Ladda upp en bild av detta fornminne      |
| Ytterenhörna 104:1                 | Stensättning                     |              | Ytterenhörna, Södermanland |                    | 59.253114, 17.497582 | 10011801040001 | Ladda upp en bild av detta fornminne      |
| Ytterenhörna 107:1                 | Röse                             |              | Ytterenhörna, Södermanland |                    | 59.255976, 17.505728 | 10011801070001 | Ladda upp en bild av detta fornminne      |
| Ytterenhörna 107:2                 | Röse                             |              | Ytterenhörna, Södermanland |                    | 59.255849, 17.505792 | 10011801070002 | Ladda upp en bild av detta fornminne      |
| Sö 190 (Ytterenhörna 109:1)        | Runristning                      |              | Ytterenhörna, Södermanland | Ytterenhörna kyrka | 59.253227, 17.491573 | 10011801090001 | Ladda upp en till bild av detta fornminne |
| Ytterenhörna 111:1                 | Gravfält                         |              | Ytterenhörna, Södermanland |                    | 59.259863, 17.475290 | 10011801110001 | Ladda upp en bild av detta fornminne      |
| Ytterenhörna 113:1                 | Röse                             |              | Ytterenhörna, Södermanland |                    | 59.261668, 17.489315 | 10011801130001 | Ladda upp en bild av detta fornminne      |
| Ytterenhörna 115:1                 | Röse                             |              | Ytterenhörna, Södermanland |                    | 59.255319, 17.479953 | 10011801150001 | Ladda upp en bild av detta fornminne      |
| Ytterenhörna 116:1                 | Stensättning                     |              | Ytterenhörna, Södermanland |                    | 59.254897, 17.477897 | 10011801160001 | Ladda upp en bild av detta fornminne      |
| Ytterenhörna 117:1                 | Gravfält                         |              | Ytterenhörna, Södermanland |                    | 59.252636, 17.479062 | 10011801170001 | Ladda upp en bild av detta fornminne      |
| Ytterenhörna 118:1                 | Hög                              |              | Ytterenhörna, Södermanland |                    | 59.252287, 17.480339 | 10011801180001 | Ladda upp en bild av detta fornminne      |
| Ytterenhörna 118:2                 | Stensättning                     |              | Ytterenhörna, Södermanland |                    | 59.252370, 17.480185 | 10011801180002 | Ladda upp en bild av detta fornminne      |
| Ytterenhörna 118:3                 | Stensättning                     |              | Ytterenhörna, Södermanland |                    | 59.252434, 17.480066 | 10011801180003 | Ladda upp en bild av detta fornminne      |
| Ytterenhörna 119:1                 | Stensättning                     |              | Ytterenhörna, Södermanland |                    | 59.253728, 17.481343 | 10011801190001 | Ladda upp en bild av detta fornminne      |
| Ytterenhörna 120:1                 | Stensättning                     |              | Ytterenhörna, Södermanland |                    | 59.260758, 17.502140 | 10011801200001 | Ladda upp en bild av detta fornminne      |
| Ytterenhörna 120:2                 | Stensättning                     |              | Ytterenhörna, Södermanland |                    | 59.260967, 17.502589 | 10011801200002 | Ladda upp en bild av detta fornminne      |
| Ytterenhörna 121:1                 | Stensättning                     |              | Ytterenhörna, Södermanland |                    | 59.261142, 17.503616 | 10011801210001 | Ladda upp en bild av detta fornminne      |
| Ytterenhörna 122:1                 | Stensättning                     |              | Ytterenhörna, Södermanland |                    | 59.262353, 17.498471 | 10011801220001 | Ladda upp en bild av detta fornminne      |
| Ytterenhörna 123:1                 | Stensättning                     |              | Ytterenhörna, Södermanland |                    | 59.262007, 17.499435 | 10011801230001 | Ladda upp en bild av detta fornminne      |
| Ytterenhörna 123:2                 | Stensättning                     |              | Ytterenhörna, Södermanland |                    | 59.261806, 17.499687 | 10011801230002 | Ladda upp en bild av detta fornminne      |
| Ytterenhörna 124:1                 | Stensättning                     |              | Ytterenhörna, Södermanland |                    | 59.248896, 17.487333 | 10011801240001 | Ladda upp en bild av detta fornminne      |
| Ytterenhörna 125:1                 | Stensättning                     |              | Ytterenhörna, Södermanland |                    | 59.251642, 17.521157 | 10011801250001 | Ladda upp en bild av detta fornminne      |
| Ytterenhörna 126:1                 | Stensättning                     |              | Ytterenhörna, Södermanland |                    | 59.250940, 17.527151 | 10011801260001 | Ladda upp en bild av detta fornminne      |
| Ytterenhörna 127:1                 | Stensättning                     |              | Ytterenhörna, Södermanland |                    | 59.270198, 17.521846 | 10011801270001 | Ladda upp en bild av detta fornminne      |
| Ytterenhörna 128:1                 | Stensättning                     |              | Ytterenhörna, Södermanland |                    | 59.264169, 17.549904 | 10011801280001 | Ladda upp en bild av detta fornminne      |
| Ytterenhörna 130:1                 | Stensättning                     |              | Ytterenhörna, Södermanland |                    | 59.262030, 17.500383 | 10011801300001 | Ladda upp en bild av detta fornminne      |
| Ytterenhörna 131:1                 | Fornborg                         |              | Ytterenhörna, Södermanland |                    | 59.268947, 17.545007 | 10011801310001 | Ladda upp en bild av detta fornminne      |
| Ytterenhörna 132:1                 | Stensättning                     |              | Ytterenhörna, Södermanland |                    | 59.261612, 17.502062 | 10011801320001 | Ladda upp en bild av detta fornminne      |
| Ytterenhörna 134:1                 | Gravfält                         |              | Ytterenhörna, Södermanland |                    | 59.278785, 17.503490 | 10011801340001 | Ladda upp en bild av detta fornminne      |
| Ytterenhörna 135:1                 | Röse                             |              | Ytterenhörna, Södermanland |                    | 59.275841, 17.502522 | 10011801350001 | Ladda upp en bild av detta fornminne      |
| Ytterenhörna 136:1                 | Röse                             |              | Ytterenhörna, Södermanland |                    | 59.279329, 17.498363 | 10011801360001 | Ladda upp en bild av detta fornminne      |
| Ytterenhörna 137:1                 | Röse                             |              | Ytterenhörna, Södermanland |                    | 59.268085, 17.481020 | 10011801370001 | Ladda upp en bild av detta fornminne      |
| Ytterenhörna 137:2                 | Röse                             |              | Ytterenhörna, Södermanland |                    | 59.267894, 17.481185 | 10011801370002 | Ladda upp en bild av detta fornminne      |
| Ytterenhörna 137:3                 | Stensättning                     |              | Ytterenhörna, Södermanland |                    | 59.267794, 17.481250 | 10011801370003 | Ladda upp en bild av detta fornminne      |
| Ytterenhörna 138:1                 | Stensättning                     |              | Ytterenhörna, Södermanland |                    | 59.266966, 17.482733 | 10011801380001 | Ladda upp en bild av detta fornminne      |
| Ytterenhörna 138:5                 | Stensättning                     |              | Ytterenhörna, Södermanland |                    | 59.267285, 17.481733 | 10011801380005 | Ladda upp en bild av detta fornminne      |
| Ytterenhörna 139:1                 | Stensättning                     |              | Ytterenhörna, Södermanland |                    | 59.266414, 17.473671 | 10011801390001 | Ladda upp en bild av detta fornminne      |
| Ytterenhörna 139:2                 | Stensättning                     |              | Ytterenhörna, Södermanland |                    | 59.266280, 17.474313 | 10011801390002 | Ladda upp en bild av detta fornminne      |
| Ytterenhörna 140:1                 | Röse                             |              | Ytterenhörna, Södermanland |                    | 59.274775, 17.476421 | 10011801400001 | Ladda upp en bild av detta fornminne      |
| Ytterenhörna 145:1                 | Röse                             |              | Ytterenhörna, Södermanland |                    | 59.267028, 17.474072 | 10011801450001 | Ladda upp en bild av detta fornminne      |
| Ytterenhörna 151:1                 | Röse                             |              | Ytterenhörna, Södermanland |                    | 59.270216, 17.513988 | 10011801510001 | Ladda upp en bild av detta fornminne      |
| Ytterenhörna 152:1                 | Hällristning                     |              | Ytterenhörna, Södermanland |                    | 59.259691, 17.467227 | 10011801520001 | Ladda upp en bild av detta fornminne      |
| Ytterenhörna 153:1                 | Hällristning                     |              | Ytterenhörna, Södermanland |                    | 59.259213, 17.466664 | 10011801530001 | Ladda upp en bild av detta fornminne      |
| Ytterenhörna 153:2                 | Hällristning                     |              | Ytterenhörna, Södermanland |                    | 59.259133, 17.466770 | 10011801530002 | Ladda upp en bild av detta fornminne      |
| Ytterenhörna 154:1                 | Hällristning                     |              | Ytterenhörna, Södermanland |                    | 59.256864, 17.463990 | 10011801540001 | Ladda upp en bild av detta fornminne      |
| Ytterenhörna 155:2                 | Röse                             |              | Ytterenhörna, Södermanland |                    | 59.259457, 17.464834 | 10011801550002 | Ladda upp en bild av detta fornminne      |
| Ytterenhörna 159:1                 | Husgrund, förhistorisk/medeltida |              | Ytterenhörna, Södermanland |                    | 59.267048, 17.461733 | 10011801590001 | Ladda upp en bild av detta fornminne      |
| Ytterenhörna 161:1                 | Röse                             |              | Ytterenhörna, Södermanland |                    | 59.277671, 17.479466 | 10011801610001 | Ladda upp en bild av detta fornminne      |
| Ytterenhörna 161:2                 | Stensättning                     |              | Ytterenhörna, Södermanland |                    | 59.277728, 17.479223 | 10011801610002 | Ladda upp en bild av detta fornminne      |
| Ytterenhörna 164:1                 | Stensättning                     |              | Ytterenhörna, Södermanland |                    | 59.261551, 17.500656 | 10011801640001 | Ladda upp en bild av detta fornminne      |
| Ytterenhörna 165:1                 | Hög                              |              | Ytterenhörna, Södermanland |                    | 59.251753, 17.471878 | 10011801650001 | Ladda upp en bild av detta fornminne      |
| Ytterenhörna 172:1                 | Hällristning                     |              | Ytterenhörna, Södermanland |                    | 59.266771, 17.452489 | 10011801720001 | Ladda upp en bild av detta fornminne      |
| Ytterenhörna 173:1                 | Hällristning                     |              | Ytterenhörna, Södermanland |                    | 59.259973, 17.488053 | 10011801730001 | Ladda upp en bild av detta fornminne      |
| Ytterenhörna 174:1                 | Hällristning                     |              | Ytterenhörna, Södermanland |                    | 59.258097, 17.461285 | 10011801740001 | Ladda upp en bild av detta fornminne      |
| Ytterenhörna 174:2                 | Hällristning                     |              | Ytterenhörna, Södermanland |                    | 59.258105, 17.461272 | 10011801740002 | Ladda upp en bild av detta fornminne      |
| Ytterenhörna 174:3                 | Hällristning                     |              | Ytterenhörna, Södermanland |                    | 59.257879, 17.461560 | 10011801740003 | Ladda upp en bild av detta fornminne      |
| Ytterenhörna 176:1                 | Hällristning                     |              | Ytterenhörna, Södermanland |                    | 59.256023, 17.475736 | 10011801760001 | Ladda upp en bild av detta fornminne      |
| Algijöö-Holme (Ytterenhörna 177:1) | Röse                             |              | Ytterenhörna, Södermanland |                    | 59.275149, 17.545756 | 10011801770001 | Ladda upp en bild av detta fornminne      |
| Ytterenhörna 178:1                 | Hällristning                     |              | Ytterenhörna, Södermanland |                    | 59.261856, 17.471474 | 10011801780001 | Ladda upp en bild av detta fornminne      |
| Ytterenhörna 179:1                 | Hällristning                     |              | Ytterenhörna, Södermanland |                    | 59.267528, 17.474396 | 10011801790001 | Ladda upp en bild av detta fornminne      |
| Ytterenhörna 188                   | Hällristning                     |              | Ytterenhörna, Södermanland |                    | 59.258897, 17.470391 | 12000000084593 | Ladda upp en bild av detta fornminne      |
| Ytterenhörna 189                   | Hällristning                     |              | Ytterenhörna, Södermanland |                    | 59.258262, 17.475749 | 12000000084595 | Ladda upp en bild av detta fornminne      |
| Ytterenhörna 190                   | Hällristning                     |              | Ytterenhörna, Södermanland |                    | 59.258299, 17.475416 | 12000000084597 | Ladda upp en bild av detta fornminne      |
| Ytterenhörna 193                   | Hällristning                     |              | Ytterenhörna, Södermanland |                    | 59.258863, 17.472925 | 12000000084601 | Ladda upp en bild av detta fornminne      |
| Ytterenhörna 194                   | Hällristning                     |              | Ytterenhörna, Södermanland |                    | 59.258581, 17.470754 | 12000000084603 | Ladda upp en bild av detta fornminne      |
| Ytterenhörna 195                   | Röse                             |              | Ytterenhörna, Södermanland |                    | 59.239147, 17.473453 | 12000000101857 | Ladda upp en bild av detta fornminne      |
| Ytterenhörna 196                   | Stensättning                     |              | Ytterenhörna, Södermanland |                    | 59.239214, 17.473919 | 12000000101858 | Ladda upp en bild av detta fornminne      |